# ジョン・フラナガン (作家)
ジョン・フラナガン（John Flanagan、1944年5月22日 - ）は、オーストラリアのファンタジー作家。シドニー在住。『アラルエン戦記』シリーズの作者として有名。

## 経歴
作家として活動し始める前は、広告業に就いていた。1990年代に、当時12歳の息子のために書き始めたいくつかの短い物語がアラルエン戦記の原型である。2000年代初め、フラナガンは短編をまとめてアラルエン戦第一巻『弟子』（原題 The Ruins of Gorlan）とすることを決心する。2014年4月現在、オーストラリアでは12巻まで刊行されており、日本では6巻までが岩崎書店から出版されている。

## 著作リスト

### アラルエン戦記
1. 弟子 (The Ruins of Gorlan, 2005)
2. 炎橋 (The Burning Bridge, 2005)
3. 氷賊 (The Icebound Land, 2005)
4. 銀葉 (Oakleaf Bearers, 2006)
5. 魔術 (The Sorcerer in the North, 2006)
6. 攻城(The Siege of Machindaw, 2007)
7. 奪還 上・下(Erak’s Ransom ,2007)
8. 秘密 上・下(The Kings of Clonme 2008)
9. 危難 上・下(Halt’s Peril,2009)
10. 東国上・下(The Emperor of Nihon-Ja,2010)
11. ？(The Lost Stories ,2011)
12. ？The Royal Ranger (2013)

### Brotherband
1. The Outcasts (2011)
2. The Invaders (2012)
3. The Hunters (2012)
4. Slaves of Socorro (2014)

### Jesse Parker
1. Storm Peak (2009)
2. Avalanche Pass (2010)